# Clarence (rzeka w Australii)
Clarence – rzeka w Australii, w stanie Nowa Południowa Walia. Ma swoje źródło w Wielkich Górach Wododziałowych. Na swojej drodze przechodzi przez miasta Tabulam, Copmanhurst, Grafton, Ulmarra i Maclean. Do rzeki wpływa 24 pomniejszych rzek w tym Tooloom Creek, Mann, Nymboida, Orara, Coldstream, Timbarra i Esk. Ujście rzeki Clarence znajduje się w Morzu Koralowym. Różnica poziomów pomiędzy źródłem a ujściem wynosi 256 metrów. Na rzece występuje wiele wysp rzecznych, m.in. Woodford, Chatsworth, Ashby i Warregah.

## Etymologia
Rzeka Clarence nazywana była na dwa sposoby, przez plemię Aborygenów z górnego biegu rzeki i dolnego biegu rzeki. Rdzenni mieszkańcy górnej części rzeki nazywali ją Neyand oznaczające szczyt jako nazwę górnego biegu rzeki. Plemię z dolnego biegu rzeki nazywało ją Breimba albo Berrinbah. Rzeka została nazwana przez kapitana Henryka Rousa na cześć Wilhelma IV.